# Aposporia
Aposporia é um tipo da apomixia gametofítica.
O embrião se desenvolve a partir de células diferenciadas no óvulo, conhecidos como "apósporos iniciais". Estas células sofrem mitoses e formam um embrião não reduzido pela meiose (devido a ausência desta). No caso da aposporia, a CMM (célula mãe do megásporo) pode se desenvolver, ocasionando a coesistência de um saco embrionário sexual e um ou mais apospóros em um mesmo óvulo, ocasionando apomixia facultativa.